# Phaonia antenniangusta
Phaonia antenniangusta är en tvåvingeart som beskrevs av Xue, Chen och Xiaolong Cui 1997. Phaonia antenniangusta ingår i släktet Phaonia och familjen husflugor. Inga underarter finns listade i Catalogue of Life.